# Raggedy Ann

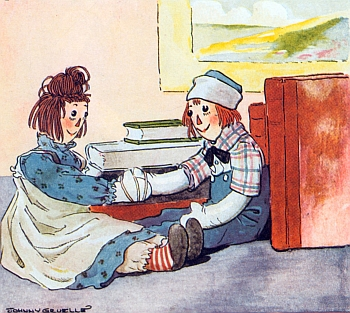
Raggedy Ann rencontre Raggedy Andy pour la première fois. Illustration de Johnny Gruelle.

Raggedy Ann est le personnage central de la série de livres pour enfants écrits et illustrés par l'américain Johnny Gruelle (1880–1938). Raggedy Ann est une poupée de chiffon (rag doll en anglais) ayant la forme d'une petite fille, aux cheveux faits de brins de laine rouge et souvent représentée, vêtue d'une robe bleue et d'un tablier. Gruelle imagina le personnage de Raggedy Ann pour sa propre fille avant d'en faire un personnage de fiction dans le livre Raggedy Ann Stories paru en 1918. Rapidement, une poupée au traits de Raggedy Ann fut commercialisée. 
À la suite du succès de la première série, Gruelle fit paraître, en 1920, Raggedy Andy Stories mettant en scène le frère éponyme d'Ann habillé, lui, de vêtements masculins, salopette bleue et bonnet de marin.
Raggedy Ann et Andy font l'objet d'un film d'animation, Anne et Andy, réalisé par Richard Williams et sorti en 1977.
Plusieurs exemplaires de la poupée Raggedy Ann sont visibles dans la chambre d'Elliot et de Gertie dans le film E.T sorti en 1982. Un exemplaire apparaît dans le clip de la chanson de Cyndi Lauper Girls just wanna have fun.Un autre exemplaire dans « who is the boss? » (Madame est servie-épisode 2, saison 1) dans la chambre de maîtresse de maison. 
L'un des exemplaires de Raggedy Ann, baptisé Annabelle, serait « possédée » par un « esprit » et aurait fait l'objet d'un exorcisme en 1970 ; la poupée de chiffon incriminée est conservée dans la demeure des époux Warren, célèbre couple de démonologues et médium américains. Elle est le sujet d'un film d'horreur sorti en 2014.